# Kerkstraat 7 (Eemnes)
Kerkstraat 7 is een rijksmonument aan de Kerkstraat in Eemnes in de provincie Utrecht. 
Van 1897 tot 1926 was in de langhuisboerderij een winkel gevestigd. Daarna kwam het pand in eigendom van de Diaconie van de Hervormde Gemeente Eemnes-Buiten. In 1975 werd het hele pand afgebroken en weer opgebouwd.
De symmetrische voorgevel is voorzien van een gemetselde plint. De paneeldeur wordt omlijst door pilasters. In het bovenlicht van de voordeur is een levensboom aangebracht.